# Самеба (Ніноцмінда)
Самеба (груз. სამება) — село в Грузії.
За даними перепису населення 2014 року в селі проживає 66 осіб.